# Colne and Trawden Light Railway
| Stillgelegtes und weitestgehend abgebautes Straßenbahngleis                                                          |         |                             |                             |
| Streckenverlauf der Burnley, Nelson and Colne Tramways                                                               |         |                             |                             |
| Streckenlänge: | 11 km   |                             |                             |
| Spurweite: | 1219 mm |                             |                             |
| |         |                             |                             |
| \| \| \| Nelson Corporation Tramways \| \| \| \| Colne \| \| \| \| Laneshawbridge \| \| \| \| Trawden \|             |         |                             |                             |
| Abzweig quer und von rechts (Strecke außer Betrieb) · Strecke quer (außer Betrieb)                                   |         | Nelson Corporation Tramways | Nelson Corporation Tramways |
| Bahnhof (Strecke außer Betrieb)                                                                                      |         | Colne                       | Colne                       |
| Abzweig geradeaus und nach links (Strecke außer Betrieb) · Kopfbahnhof Streckenende und quer (Strecke außer Betrieb) |         | Laneshawbridge              | Laneshawbridge              |
| Kopfbahnhof Streckenende (Strecke außer Betrieb)                                                                     |         | Trawden                     | Trawden                     |

Die Colne and Trawden Light Railway Company betrieb von 1903 bis 1934 eine elf Kilometer lange Schmalspur-Straßenbahn mit einer Spurweite von 4 Fuß (1219 mm) zwischen Colne und Trawden in Lancashire, England.

## Bau und Betrieb

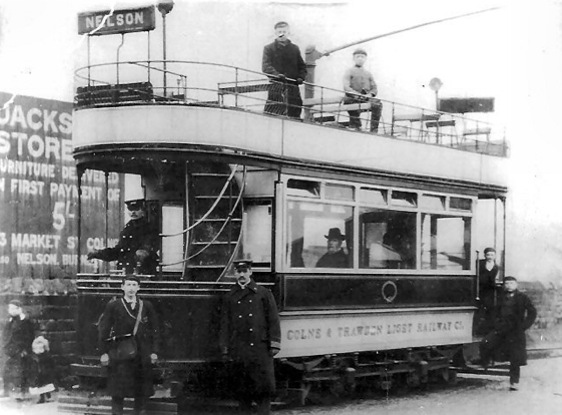
Colne and Trawden Light Railways Company Nr. 4

Der Bau und Betrieb der Schmalspurbahn wurde in der Colne und Trawden Light Railway Order von 1901 genehmigt. Sie wurde von Greenwood & Batley aus Leeds gebaut und betrieben. Nuttal & Co waren Vertragspartner für den Bau der Gleise, R.W. Blackwell für die Errichtung der Oberleitung.
Der Bau begann am 19. Mai 1903, als der Bürgermeister von Colne, Alderman Varley, den ersten Spatenstich durchführte. Der Betrieb begann am 28. November 1903 auf dem ersten Streckenabschnitt. Die Strecke wurde danach abschnittsweise verlängert, bis die Strecke im Dezember 1905 Zion Chapel an der Lane House Lane in Trawden erreichte. Ende Dezember 1904 wurde eine Abzweigung nach Laneshawbridge eröffnet. Das Netz war mit dem der Nelson Corporation Tramways verbunden.
Die Colne Corporation kaufte am 24. März 1914 den gesamten Betrieb und seine Einrichtungen, woraufhin er in Colne Corporation Light Railways umbenannt wurde.

## Schienenfahrzeuge
Das Unternehmen besaß und betrieb folgende elektrisch betriebene Schienenfahrzeuge: 
| Nr.   | Hersteller                              | Inbetriebnahme |
| ----- | --------------------------------------- | -------------- |
| 1–6   | G.F. Milnes & Co.                       | 1903           |
| 7–9   | Brush Electrical Machines, Loughborough | 1903           |
| 10–12 | Milnes Voss                             | 1906           |
| 13    | United Electric Car Company             | 1914           |
| 14–16 | Brush Electrical Machines, Loughborough | 1926           |

## Stilllegung
Die Straßenbahn wurde am 6. Januar 1934 außer Betrieb genommen. Die Straßenbahnen hatten in den Betriebsjahren schätzungsweise mehr als 4.582.000 Meilen zurückgelegt und 57,5 Millionen Passagiere befördert.